# مرنيسة (تونس)
مرنيسة إحدى قرى الجمهورية التونسية، تقع في ولاية بنزرت، شمال غربي مدينة بنزرت.